# Кастирага Видардо
Кастирага Видардо (итал. Castiraga Vidardo) је насеље у Италији у округу Лоди, региону Ломбардија.
Према процени из 2011. у насељу је живело 1633 становника. Насеље се налази на надморској висини од 73 м.

## Становништво
| 1936. | 1951. | 1961. | 1971. | 1981. | 1991. | 2001. | 2011. |
| ----- | ----- | ----- | ----- | ----- | ----- | ----- | ----- |
| 784   | 795   | 626   | 853   | 994   | 1.355 | 1.633 | 2.624 |